# Plumerija
Plumerija (lat. Plumeria) je rod mirisnog drveća i grmlja iz porodice zimzelenovki (Apocynaceae). Zbog svojeg mirisa omiljena je ne samo u svojoj domovini (Meksiko i Srednja Amerika), nego i na azijskom kopnu gdje su neke vrste uvezene. Zasada je priznata 21 vrsta, a najpoznatije među njima su P. alba i P. rubra, koje su postale nacionalnim cvijećem nekih država.
Cvijet plumerije može biti od bijele do žute, ružičaste, crvene i narančaste, a cvatnja traje do tri mjeseca. Nakon što se ubere, cvijet može trajati još nekoliko dana a da se ne stavi u vodu. Na području Oceanije, na Tahitima, Fidžiju, Samoi, Hawajima, Novom Zelandu, Tongi i otočju Cook od plumerije se izrađuju vijenci, a kod Polinežanki njezin cvijet iza desnog uha znači da je slobodna, dok iza lijevog uha označava da je u vezi, odnosno zauzeta.

## Vrste
1. Plumeria alba L.
2. Plumeria clusioides Griseb.
3. Plumeria cubensis Urb.
4. Plumeria ekmanii Urb.
5. Plumeria emarginata Griseb.
6. Plumeria filifolia Griseb.
7. Plumeria inodora Jacq.
8. Plumeria krugii Urb.
9. Plumeria lanata Britton
10. Plumeria magna Zanoni & M.M.Mejía
11. Plumeria montana Britton & P.Wilson
12. Plumeria obtusa L.
13. Plumeria pudica Jacq.
14. Plumeria rubra L.
15. Plumeria sericifolia C.Wright ex Griseb.
16. Plumeria × stenopetala Urb.
17. Plumeria subsessilis A.DC.
18. Plumeria trinitensis Britton
19. Plumeria tuberculata G.Lodd.
20. Plumeria venosa Britton